# Julieta Brodsky Hernández
Julieta Brodsky Hernández, née le 30 octobre 1983 à Santiago, est une anthropologue et femme politique chilienne. Elle est ministre des Cultures, des Arts et du Patrimoine entre le 11 mars 2022 et le 10 mars 2023.

## Biographie
Julieta Brodsky Hernández nait le  30 octobre 1983, elle est la fille de Pablo Augusto Brodsky Baudet et de Paula Hernández Solimano. Elle est la petite-fille du journaliste Luis Hernández Parker (es).
Elle étudie l'anthropologie sociale et culturelle à l'Université de Grenade en Espagne, et diplômée du Master en anthropologie urbaine de l'Universidad Academia de Humanismo Cristiano. 
Elle est également titulaire d'un diplôme en promotion et gestion des droits culturels, et depuis 2011, elle est directrice de recherche à l'Observatoire des politiques culturelles (OPC). Elle est également membre de l'Association culturelle Tramados.

## Recherches
Julieta Brodsky est co-autrice de diverses études publiées dans le domaine culturel, telles que « Le scénario du travailleur culturel au Chili », « Le rôle des politiques publiques dans les conditions de travail des musiciens au Chili » et « Comment il a soutenu le théâtre au Chili ? Elle a également rédigée le document « Agenda Trama : Recommandations pour le développement des arts au Chili ».

## Parcours politique
En janvier 2022, elle est désignée ministre des Biens nationaux par le nouveau président Gabriel Boric et est investie immédiatement après lui le 11 mars suivant.
Elle est une ardente critique de la politique culturelle du gouvernement de Sebastián Piñera, dont elle a accusée que « la culture n'était pas un portefeuille prioritaire pour cette administration, ni une volonté de poursuivre le chemin des transformations entamé avec le second mandat de Bachelet ». Elle est également critique de l'État d'Israël, évoquant qu'« Israël est un État génocidaire, point final ».